# Сервилиевы сады
Сервилиевы сады и Villa Servilia — садовый комплекс и вилла на южной окраине Рима, располагавшийся по дороге в Остию на берегу Тибра. Вилла существовала ещё во времена Республики, но известными римскими историками упоминается в Имперский период. До наших дней не сохранились.
По крайней мере в 2 источниках (Тацит и Светоний) упоминаются именно Сервилиевы сады, хотя сады были лишь частью богатого имения.

## Принадлежность виллы
1. Своё название получили в честь хозяйки Сервилии Цепионы, любовницы Цезаря (он продал ей с аукциона богатейшие поместья за бесценок). Исходя из этого, можно предположить, что возникли они не ранее 64 года до н. э., либо стали принадлежать ей не ранее этого периода.
Цезарь в своём завещании (вскрытом 19 марта 44 года до н. э.) передал в пользование римскому народу сады близ Тибра. Возможно, что это и были Сервилиевы сады (хотя это лишь предположение).
2. Также поместье могло достаться Сервилии после первого брака с Марком Юнием Брутом, в этом случае оно перешло в её полное пользование после 77 года до н. э..
3.Либо от второго с Децимом Юнием Силаном (самая маловероятная версия).

## Описание планировки виллы и её быта
Вилла и относящийся к ней садовый комплекс занимали огромную территорию, Тацит даже говорит о целом дворцовом комплексе. На её территории находились конюшни, термы, библиотека и хозяйственные постройки. Вилла не раз перестраивалась по инициативе Сервилии.
Реконструкция виллы() представлена в историческом романе Г.М.Левицкого «Юлий Цезарь: между войной и любовью»:

Вилла досталась Сервилии от первого мужа и в прежние времена приносила хорошую прибыль. Сотни рабов трудились на виноградных, оливковых плантациях. На несколько миль тянулись аллеи фруктового сада, где собирали большие урожаи яблок, абрикосов, персиков, гранат, айвы, инжира. Поля засеивались пшеницей, ячменем и прочими культурами. Дубовая роща давала желуди – прекрасный корм для свиней.Загоны для скота были полны коз и овец. В специально выкопанных прудах плескались гуси и утки. Круглосуточно работала мельница и хлебная печь, рядом с ними располагалась давильня для винограда. Амбары засыпаны зерном, винные погреба наполнены запечатанными амфорами. Не существовало проблем и со сбытом продуктов. Благо, вилла находилась недалеко от Рима, и ежедневно приезжали торговцы, покупавшие товар мелким и крупным оптом. Так было при первом муже Сервилии, его отце и более далеких предках из семейства Брутов. За всем хозяйством – этим отлаженным механизмом по производству продуктов – следил глава семейства, его управляющий, надсмотрщики за рабами. После смерти мужа Сервилии вилла еще год держалась на плечах старого управляющего, который преданно служил двум поколениям Брутов. Он великолепно разбирался в сельском хозяйстве, и даже хозяева всегда спрашивали у него совета по любому поводу. Будучи в очень почтенном возрасте, управляющий вставал первым в доме, с тем чтобы найти занятие для каждого раба в имении; ложился последним, лишь убедившись, что все намеченное на день сделано, инвентарь аккуратно сложен, помещения заперты, скотина и рабы накормлены.— Г.М.Левицкий «Юлий Цезарь:между войной и любовью»
На территории виллы находились мастерские по производству кирпича и черепицы, необходимые чтобы её перестраивать. Позднее кирпич и черепица приобрела спрос и за пределами виллы. Получаемый доход позволил превратить виллу в роскошный дворец.

 Прежде всего к старой вилле Брута Сервилия добавила пристройку в тридцать комнат. При её возведении использовались все последние достижения римской цивилизации. Зимой комнаты обогревались горячим паром, который подавался по трубам из подвального помещения. В западном крыле здания соорудили бассейн. Он наполнялся мягкой дождевой водой через проделанное в крыше отверстие.Полы многих комнат виллы украшали мозаичные картины. В основном изображались сцены охоты на различных зверей. Стены отштукатурены и покрыты фресковой росписью. Здесь можно было видеть все: и грандиозные битвы, и навеянные мифами сцены из жизни богов, и картины идиллической сельской жизни.— Г.М.Левицкий «Юлий Цезарь:между войной и любовью»

## Библиотека
В восточной части здания расположилась огромная библиотека. Тысячи свитков пергамента и папируса лежали на специальных полках. Часть застекленных окон библиотеки выходило на восток, часть – на юг. Таким образом, постоянно проникавшие солнечные лучи предохраняли драгоценные свитки от воздействия сырости. А зимой специальный раб следил за системой отопления книгохранилища, с тем чтобы в нем поддерживалась постоянная температура и влажность. Стены библиотеки украшали портреты мудрецов, многие из которых являлись авторами хранившихся книг.— Г.М.Левицкий «Юлий Цезарь:между войной и любовью»

## Термы
К зданию (библиотеки) примыкала новая баня – грандиозное сооружение, которое венчал купол. Римские термы появились во 2 в. до н. э. и в описываемые времена прочно вошли в быт римлян. Баня Сервилии состояла из аподитерия – раздевальни, фригидария – бассейна с холодной водой, тепидария – теплой бани, кальдария – горячей бани, лаконика – парильни. Помещения украсили мраморными статуями, а полы выложили великолепной мозаикой. Здесь отдавалось предпочтение изображениям обнаженных мужчин и женщин.Отапливалась терма с помощью заложенных в стенах и под полами труб для подачи горячего воздуха. По трубам подавалась горячая и холодная вода.— Г.М.Левицкий «Юлий Цезарь:между войной и любовью»

## Сады
Огромное пространство перед домом стараниями хозяйки превратилось в райский уголок. Извилистой змейкой между цветочными клумбами протекал ручей. Его подвели от ближайшей реки. Водопадом, бурля и пенясь, эта маленькая река впадала в мраморный бассейн. Там плавали пестрые декоративные рыбки, доставленные из африканских водоемов. Чтобы дорогостоящие обитатели бассейна не уплыли, поставили мелкую железную решетку в том месте, где ручей покидал бассейн.Дальше располагалось еще несколько искусственных водоемов. Некоторые были наполнены морской водой, соответственно, в них жили обитатели моря. Кроме эстетического наслаждения, эти бассейны приносили и практическую пользу. Они поставляли к столу Сервилии свежие морские продукты.Все свободное пространство занимали клумбы с различными цветами, среди которых преобладали розы – любимицы хозяйки. Дорожки засажены небольшими кустами, которые постригались так, что образовывали фигурки зверей и птиц – садовник Сервилии обладал незаурядным талантом.В разных местах среди этого великолепия стояли беседки, обвитые виноградной лозой. А подле водопада построили настоящую пещеру, хранившую прохладу в самый жаркий день. Сервилия была чрезвычайно довольна своим творением. Всякий раз душа её наполнялась радостью и гордостью, когда она созерцала эту рукотворную прелесть. Женщина подолгу гуляла в розарии, часто приказывала подавать обед в одну из беседок или в пещеру.— Г.М.Левицкий «Юлий Цезарь:между войной и любовью»

## Нерон и Сервилиевы сады
Нерон, по-видимому, любил отдыхать в Сервилиевой вилле, сохранившей свой размах и комфорт со времен Республики.
Тацит говорит о том, что когда против Нерона зрел заговор в Риме, то вольноотпущенник одного из заговорщиков Милих приехал в Сервилиевы сады, где передал это сообщение вольноотпущеннику Нерона, а тот императору.

И вот на рассвете Милих отправляется в Сервилиевы сады. Остановленный в воротах, он заявляет, что принес важные и грозные вести, и привратники отводят его к вольноотпущеннику Нерона Эпафродиту, а тот к Нерону, которому он сообщает о нависшей над ним опасности, о решимости заговорщиков, обо всем, что слышал, и о своих догадках.— Корнелий Тацит. Анналы. Книга XV.
В сады, по свидетельству Светония, удалился Нерон, прихватив с собой яд(намереваясь в случае если его схватят, покончить жизнь самоубийством), раздосадованный и напуганный известиями о том, что преторианцы хотят присягнуть Гальбе. Оттуда он собирался бежать в порт Остии, еще пытаясь уговорить преторианских трибунов и центурионов сопровождать его до гавани, где он бы сел на корабли. По видимому, не достигнув успеха он вернулся во дворец на Палатине.

Между тем пришли вести, что взбунтовались и остальные войска. Узнав об этом во время пира, он изорвал донесение, опрокинул стол, разбил оземь два любимых своих кубка, которые называл «гомерическими», так как резьба на них была из поэм Гомера, и, взяв у Лукусты яд в золотом ларчике, отправился в Сервилиевы сады— Гай Светоний Транквилл.Жизнь Двенадцати Цезарей.Книга VI.Нерон.

## Личности, посетившие Сервилиевы Сады[5]
Луций Вителий-римский консул и цензор,отец Авла Вителлия
Авл Вителлий-император в «году четырёх императоров».
Цецина Туск-один из доверенных людей Нерона, позднее префект Египта
Юний Блез(предположительно)-происходивший по отцу из древнего патрицианского рода Юниев, считал в числе своих предков также Октавию Младшую, родную сестру Октавиана Августа, бывшую вторым браком замужем за Марком Антонием, триумвиром.
Лукуста-знаменитая отравительница, оказывала услуги Агриппине и Нерону.